# (3552) Don Quixote
(3552) Don Quixote ist ein Komet, der ursprünglich für einen Asteroiden des Amor-Typs gehalten wurde, als er am 26. September 1983 von Paul Wild am Observatorium Zimmerwald bei Bern in der Schweiz bei einer Helligkeit von 14 mag entdeckt wurde.
Der Asteroid ist benannt nach Don Quijote (in der ursprünglichen mittelspanischen Schreibung), dem Helden aus Cervantes’ großem Roman, dem Ritter von der traurigen Gestalt, dem edelmütigen Exzentriker, der auf seltsame Weise und vergeblich versucht, das Zeitalter der Ritterlichkeit wieder aufleben zu lassen. Die Namensgebung dieses Objekts ist angesichts der langfristigen, unberechenbaren Natur der ausgedehnten Umlaufbahn, vergleichbar mit der von (944) Hidalgo, recht naheliegend.
(3552) Don Quixotes Bahn ist stark gegen die Ekliptik geneigt und, untypisch für Asteroiden, eher charakteristisch für die Bahn eines Kometen. Seine geringe Albedo und Klassifizierung als D-Typ-Asteroid sind ebenfalls typisch für den Kern eines Kometen. Man ging daher davon aus, dass (3552) Don Quixote der Kern eines erloschenen Kometen ist, klassifizierte ihn aber vorerst als Asteroiden.
Mittlerweile haben Beobachtungen des Spitzer-Weltraumteleskops im Infrarotlicht (4,5 μm) bei einem Sonnendurchgang 2009, ausgewertet erst im Jahr 2013, jedoch gezeigt, dass (3552) Don Quixote – jedenfalls in Sonnennähe – immer noch Aktivitäten zeigt. Da sowohl eine Koma als auch ein Schweif nachgewiesen wurden, was durch die Sublimation von CO2-Eis und die anschließende Anregung der entsprechenden Emissionsbanden ausgelöst wird, ist nun klar, dass es sich um einen Kometen handelt.
Unklar ist allerdings, ob die Aktivität beständig ist oder nur einen kurzen Ausbruch darstellt, der durch den kürzlichen Einschlag eines kleineren Körpers ausgelöst wurde, bei dem unter der Oberfläche liegendes CO2-Eis freigelegt wurde.
(3552) Don Quixote gehört zu den ca. 8.000 bisher bekannten Objekten (nennenswerter Größe über 140 m, Stand Anfang 2018), die der Erdbahn – in astronomischen Dimensionen gerechnet – sehr nahekommen (near earth objects) oder diese sogar kreuzen können und deshalb unter Beobachtung stehen, deren kleinster Teil (unter 5 %) von Kometen gebildet wird.